# Акепсима (преподобный)
Акепси́ма или Акепси́м (др.-греч. Ἀκεψιμᾶς; IV век) — христианский подвижник, сирийский пустынник, иерей, преподобный.
Сведения о жизни Акепсимы сообщает Феодорит Кирский в 15 главе своей книги «История боголюбцев». Акепсима подвизаясь в посте и молитвах. Носил вериги. Жилище отшельника находилось недалеко от города Кира. Акепсима жил в небольшой келье. Пищу, которую ему приносили, он принимал сквозь небольшое отверстие; оно было сделано не совершенно прямо, а было извилистым, чтобы любопытствующие не могли заглянуть внутрь жилища отшельника. Пищей ему служила чечевица, размоченная в воде. За водой Акепсима ходил один раз в неделю на ближайший источник, и делал это ночью. Феодорит рассказывает о чудотворениях, совершённых Акепсимою: рука пастуха, пытавшееся ночью бросить камень в отшельника неподвижно застыла до тех пор пока Акепсима не набрал воды; половина тела человека, пытавшегося ради любопытства подсмотреть жизнь Акемпсимы с дерева, онемела. Оба человек раскаялись и получили прощение от отшельника. Акепсима прожил один в пустыне 60 лет. Отшельник предсказал, что умрёт через 50 дней, что сбылось. Перед его смертью к пустыннику пришёл предстоятель местной церкви и уговорил его стать иереем. Акепсима встал на колени, а епископ совершил хиротонию. Прожив несколько дней в сане пресвитера, Акепсима умер. После кончины отшельника возникли споры, многие хотели забрать мощи (тело умершего), каждый в своё селение. Но один человек прекратил спор, объявив завещание святого — похоронить его тело, там где он жил; что и было сделано.